# جوزف گربر
جوزف گربر (انگلیسی: Joseph Gerber; ۱۷ آوریل ۱۹۲۴ – ۸ اوت ۱۹۹۶) مخترع اهل اتریش بود.
وی همچنین برندهٔ جوایزی همچون مدال ملی فناوری و نوآوری شده‌است.